# Cyprinodon ceciliae
Cyprinodon ceciliae là một loài cá đã tuyệt chủng trong họ Cyprinodontidae. Nó là loài đặc hữu của México.

#### Index
- Thể loại: Cyprinodon (Pupfish)